# بریتیش ایروسپیس جت‌استریم
بریتیش ایروسپیس جت‌استریم (به انگلیسی: British Aerospace Jetstream) یک هواگرد، مسافربری توربوپراپ با بدنه تحت فشار هوای تهویه شده که از هواپیمای هندلی پیج جت‌استریم توسعه یافته و تحت عنوان بریتیش ایروسپیس جت‌استریم ۳۱ تولید می‌شد.